# Die Nordstory
Die Nordstory (Eigenschreibweise die nordstory)  ist eine Fernsehdokumentationsreihe des Norddeutschen Rundfunks.
„die nordstory erzählt Geschichten aus dem Norden“ indem „wunderbare Landschaften, faszinierende Tierwelten und spannende Menschen“ gezeigt werden.
Die knapp 60 Minuten langen Dokumentationen werden im NDR Fernsehen ausgestrahlt und ebenfalls in der ARD-Mediathek veröffentlicht. Weitere Ausstrahlungen erfolgen gelegentlich auf Tagesschau24 und selten auf Phoenix. Unter dem Titel „die nordstory Spezial“ sendet der NDR gelegentlich Sondersendungen, deren Laufzeit ca. 90 Minuten beträgt.
Die Sendereihe besitzt keine festen Sprecherinnen oder Sprecher. Constantin von Westphalen und Meik Spallek – beide aus der ähnlichen Sendereihe Die Nordreportage bekannt – vertonen gelegentlich die Sendungen.